# Cerro Tisey
Cerro Tisey är ett 1550 meter högt berg i naturreservatet Tisey-La Estanzuela, Nicaragua. Det ligger på gränsen mellan kommunerna Estelí och San Nicolás. Cerro Tisey är den punkt i landet som delar Nicaraguas regnvattenflöde i tre delar, vilka flyter ut i Stilla havet, Nicaraguasjön respektive direkt i Karibiska havet.